# Кобб (фильм)
«Кобб» (англ. Cobb) — байопик 1994 года режиссёра Рона Шелтона. Фильм основан на биографии американского бейсболиста Тайруса Кобба.

## Сюжет
Американский журналист Эл Стамп решает написать книгу о престарелой легенде американского бейсбола Тайрусе Коббе. Для этого Вулу придётся взять серию интервью у бывшего бейсболиста. Журналист ещё не знает, что последние годы Кобб серьёзно болеет и из-за своей болезни стал очень привередливым и недовольным всем.

## В ролях
| Актёр            | Роль              |
| ---------------- | ----------------- |
| Роберт Вул       | Эл Стамп          |
| Томми Ли Джонс   | Тайрус «Тай» Кобб |
| Лолита Давидович | Рамона            |
| Нед Беллами      | Рэй               |
| Скотт Баркхолдер | Джимми            |